# LSWR-Klasse T9
Die Klasse T9 der britischen London and South Western Railway (LSWR) ist eine Baureihe von 2’B-Schlepptenderlokomotiven, die von Dugald Drummond entworfen wurde und zwischen 1899 und 1902 gebaut wurde. Die Lokomotiven waren für den Schnellzugsverkehr ausgelegt und stellten eine verbesserte Version der ebenfalls von Drummond entworfenen T7-Klasse dar. Aufgrund ihrer kraftvollen Beschleunigung wurden die Lokomotiven vom Personal als Greyhounds bezeichnet.

## Geschichte

### Bau
Die ersten zwanzig Maschinen wurden von den bahneigenen Werkstätten in Nine Elms bei London zwischen Juni 1899 und Februar 1900 gebaut. Gleichzeitig baute auch Dübs and Company in Glasgow 30 Lokomotiven, die im Gegensatz zu den von der LSWR gebauten Lokomotiven zusätzlich Kreuzrohre in der Feuerbüchse aufwiesen. Diese durch die Feuerbüchse führenden Wasserrohre vergrößerten die Strahlungsheizfläche und wurden zum Standard bei allen zukünftigen Entwürfen von Reisezuglokomotiven unter der Leitung von Drummond.
Weitere fünfzehn Maschinen wurden zwischen Dezember 1900 und Oktober 1901 in Nine Elms gebaut. Diese Lokomotiven zeichneten sich durch breitere Führerhäuser und Radschutzkästen, die auch die Kuppelstangen umschlossen im Gegensatz zu den früheren Baulos, die separate, kleine Schutzkästen nur für die Stangen hatten.
Obwohl die Baureihe am stärksten mit den von Drummond entwickelten Schlepptendern mit zwei Drehgestellen, die als Watercart ‚Wasserwagen‘ bezeichnet werden, in Verbindung gebracht wird, wurden die ersten beiden Lieferlose ursprünglich mit dreiachsigen Tendern geliefert, bevor sie später mit einem Watercart gekuppelt wurden. Nach der Integration der LSWR in die Southern Railway im Jahre 1923 erhielten einige Lokomotiven ihre dreiachsigen Tender zurück.

### Zweiter Weltkrieg
Während des Zweiten Weltkriegs wurden vier Lokomotiven an die London, Midland and Scottish Railway (LMS) ausgeliehen, um sie auf der Somerset and Dorset Joint Railway einzusetzen. 1947 erfolgte ein Versuch, 13 Lokomotiven auf Ölfeuerung umzubauen. Dieser Versuch endete 1948, jedoch wurden die Lokomotiven nicht zurückgebaut, sondern ausgemustert.
Einige Lokomotiven, darunter die für den Royal Train verwendete No. 119, erhielten den  malachitgrüne Anstrich, der von Oliver Bulleid, dem Oberingenieur der Southern Railway, eingeführt wurde.
Die meisten Lokomotiven bleiben auch bei den British Railways (BR) im Einsatz. In der Zeit der BR trugen sie zunächst einen schlichten schwarzen Anstrich, der später mit Zierlinien ergänzt wurde. Die letzte T9, die Nr. 30287, wurde im August 1961 ausgemustert.

### Erhaltene Lokomotive
Die Lokomotive Nr. 120, die bei der British Railways die Nr. 30120 trug, ist Teil der Sammlung des National Railway Museum. Sie wurde 1983 wieder betriebsbereit hergerichtet und fuhr ab Mai 1983 in schwarzer BR-Lackierung auf der Watercress Line, einer Museumsbahn in Hampshire. Anschließend wurde sie zur Swanage Railway verbracht, wo sie bis zum Ablauf der Kesselfrist im Jahr 1993 im Einsatz war.
Nachdem sie bei der Bluebell Railway als statisches Ausstellungsstück abgestellt war, wurde die Lokomotive 2007 von der Bodmin and Wenford Railway betriebsfähig aufgearbeitet und war dort von 2010 bis zum Ablauf der Kesselfrist im Jahre 2020 im Einsatz. Nach dieser Zeit wurde sie an die Swanage Railway zurückgegeben. Eine Zerlegung im begrenzten Umfang, einschließlich des Abhebens des Kessels, ist vorgesehen, um die Möglichkeit der Wiederherstellung der Betriebsfähigkeit zu prüfen.

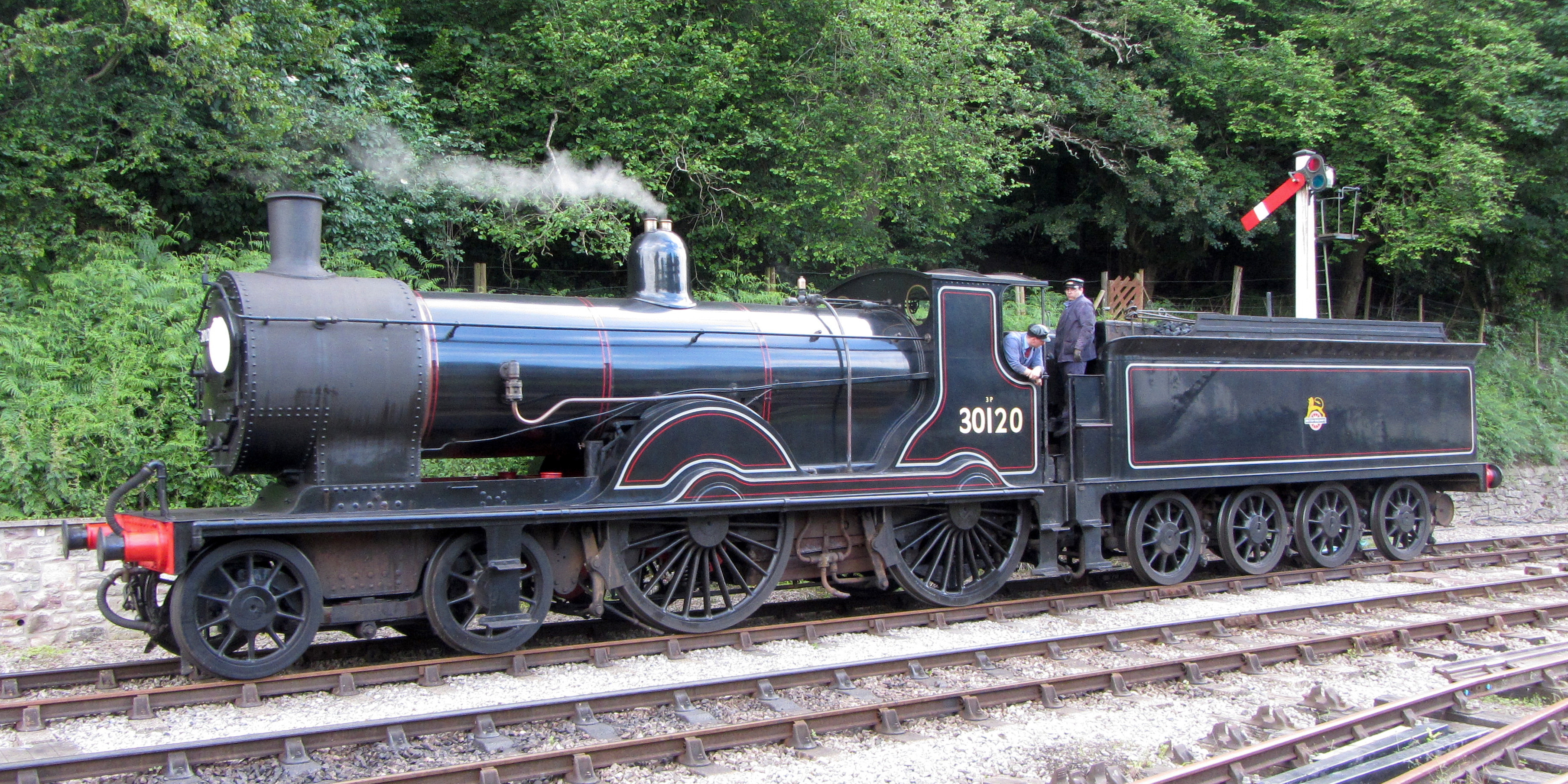
Erhaltene LSWR T9 Nr. 120 als BR Nr. 30120. Lokomotive des ersten Lieferloses, hergestellt in Nine Elms, mit separaten kleinen Schutzkästen für die Kuppelstangen

| Baulos   | Anzahl | Baujahr   | Hersteller | LSWR-Nr.                            | BR-Nr.                                       | Bemerkung                  |
| -------- | ------ | --------- | ---------- | ----------------------------------- | -------------------------------------------- | -------------------------- |
| 1. Serie | 20     | 1899–1900 | Nine Elms  | 113–122, 280–289                    | 30115…30122, 30281–30289                     | normale Feuerbüchse        |
| 2. Serie | 31     | 1899–1901 | Dübs & Co. | 702–719, 721–732, 773 (ab 1924 733) | 30702…30719, 30721…30730, 30733              | Feuerbüchse mit Kreuzrohre |
| 3. Serie | 15     | 1900–1901 | Nine Elms  | 300–305, 307, 310–314, 336–338      | 30300…30304, 30307, 30310–30313, 30336–30338 | breitere Führerhäuser      |